# Vimines
Vimines is een gemeente in het Franse departement Savoie (regio Auvergne-Rhône-Alpes). De plaats maakt deel uit van het arrondissement Chambéry. Vimines telde op 1 januari 2022 2.304 inwoners.

## Geografie
De oppervlakte van Vimines bedroeg op 1 januari 2022 14,23 vierkante kilometer; de bevolkingsdichtheid was toen 161,9 inwoners per km².

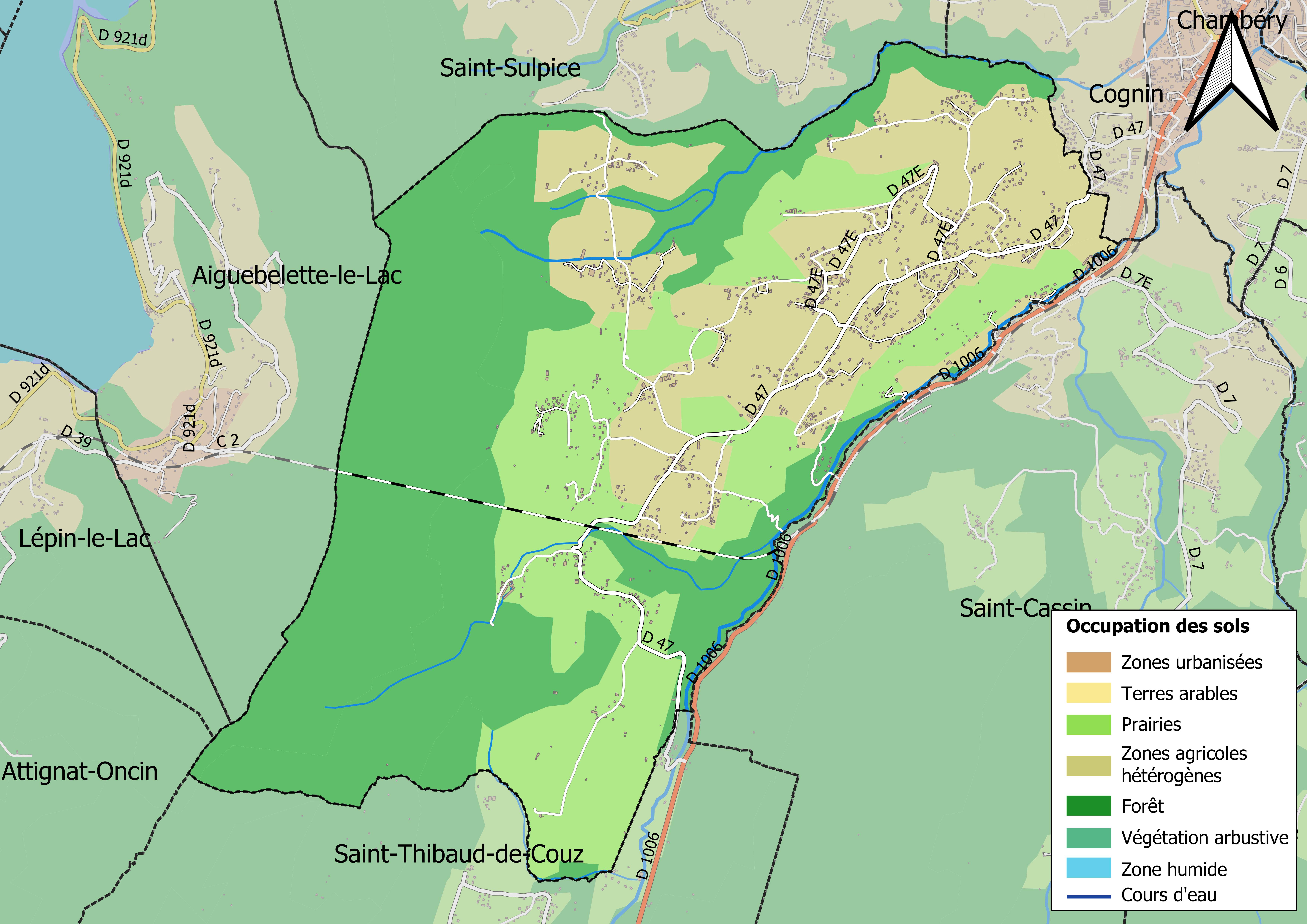
Kaart van de gemeente met de belangrijkste infrastructuur, bodemgebruik en omliggende gemeenten

## Demografie
Onderstaande figuur toont het verloop van het inwonertal (bron: INSEE-tellingen).

## Externe links

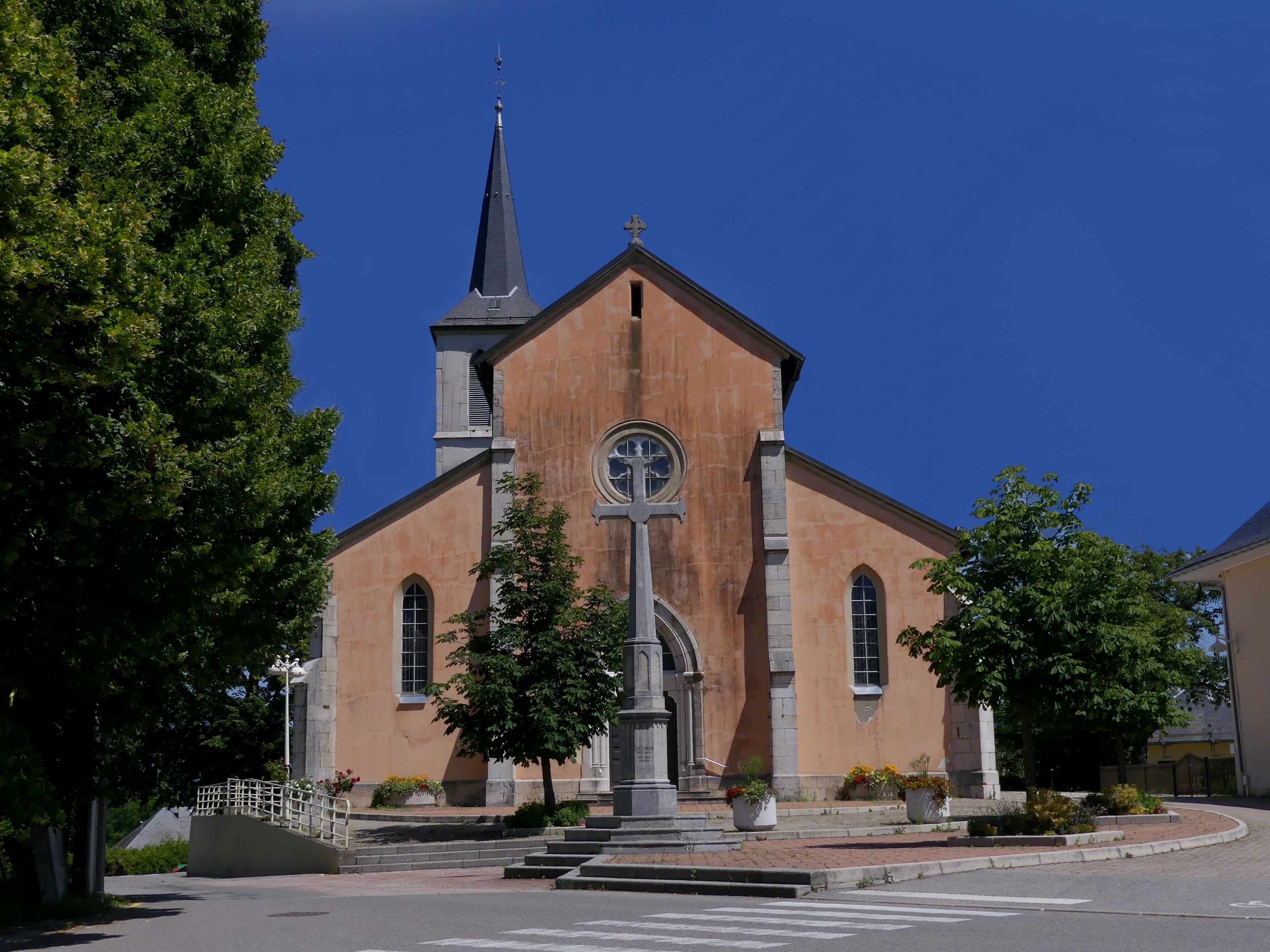
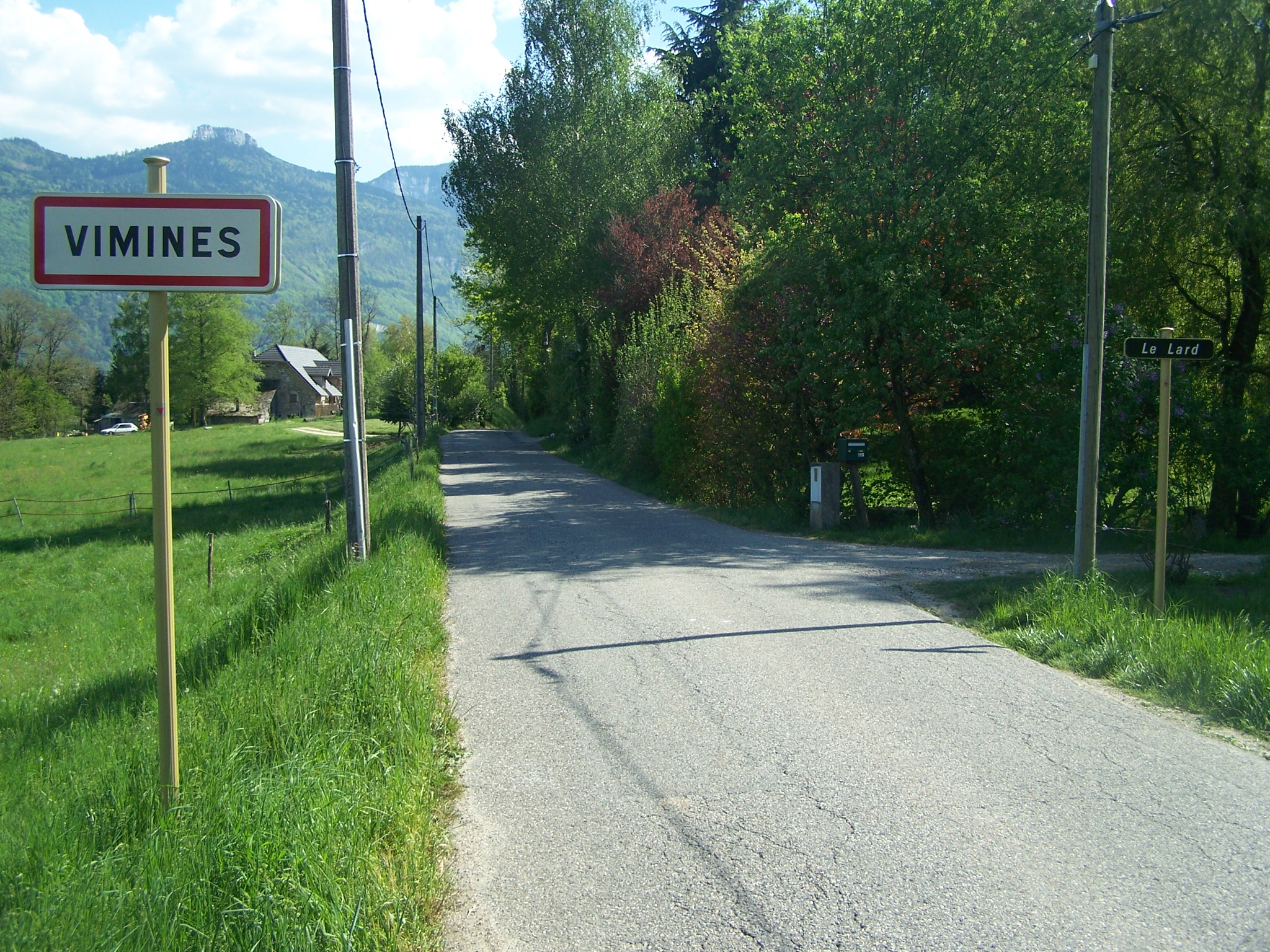
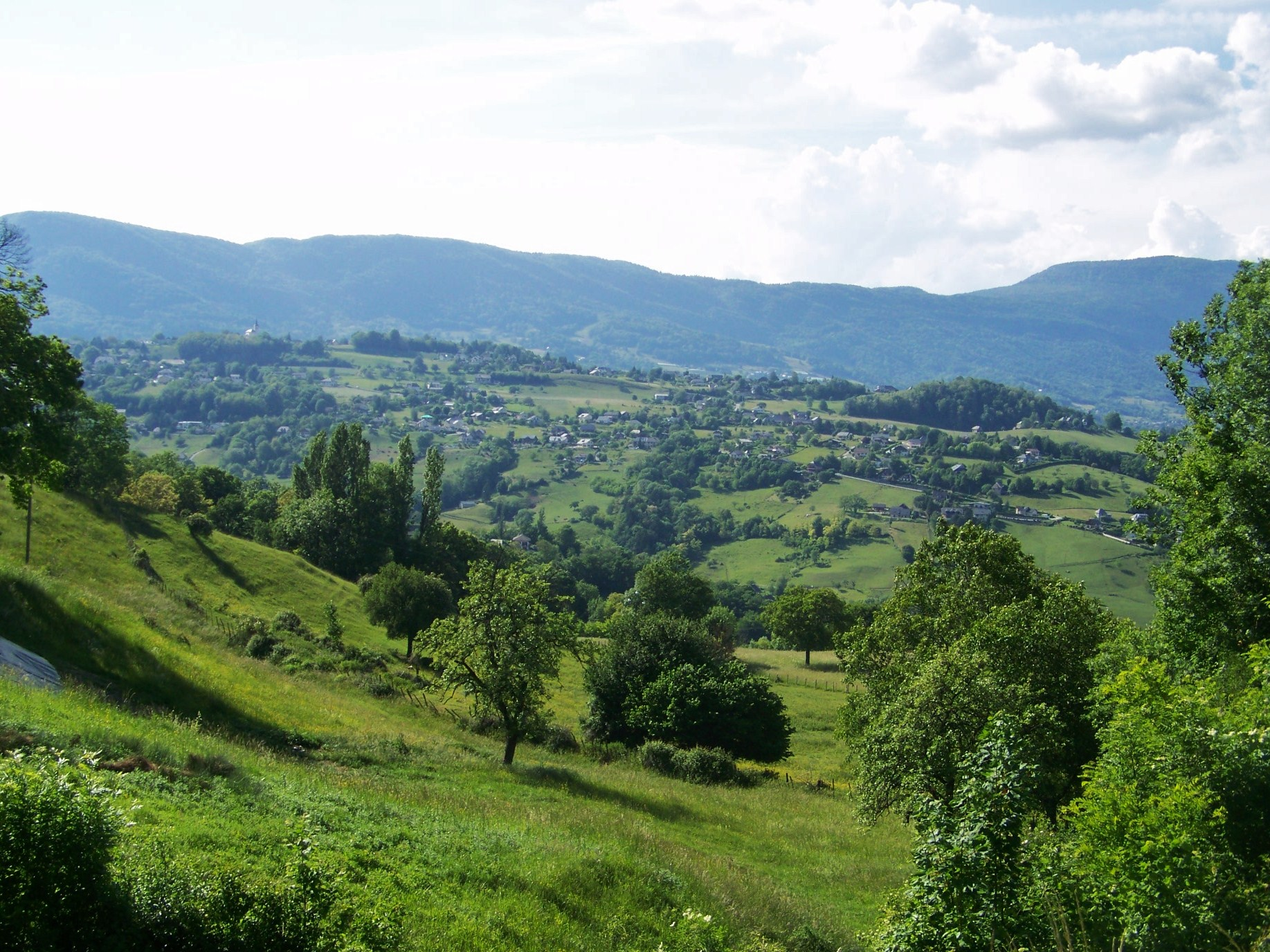